# 桐园草堂琴谱
《桐园草堂琴谱》，古琴谱。清乾隆三十六年俞宗撰辑。

## 琴谱介绍
此谱把琴曲逐一刻成单行本，以利于教学之用，只有桐园草堂用过这个办法，这也是进步的，我们应该重视这一例。

## 作者考究
俞宗不是一个普通的弹琴家，郑虎文在此谱的序文中说“桐园师也，易田常师事之矣”易田就是乾隆间著《琴音记》和《琴音續记》的著名经学家程瑶田。《琴音》等记是专说泛音的发生在弦的任何节点及其倍半所在。是一种发现。当时儒家都尊重其说。俞宗则力言运指有法，然后知音。可见俞宗不是一个普通琴家，至少不是一个工师。